# Decusse

Decusse

La decusse o croce decussata o croce di sant'Andrea (definizione quest'ultima più usata nell'ambito della vessillologia) è in araldica una pezza onorevole (di primo ordine) costituita dalla somma di una banda e di una sbarra. Taluni araldisti usano, raramente, l'espressione croce traversa. In Spagna è detta anche croce di Borgogna, mentre in inglese è definita saltire. Il riferimento a sant'Andrea deriva dalla forma della croce che, secondo quanto la tradizione martirologica tramanda, fu usata per il martirio di sant'Andrea apostolo.

## Proporzioni
Nell'araldica italiana ogni braccio è largo un terzo della larghezza dello scudo, mentre nell'araldica francese ogni braccio è largo due moduli (2⁄7 della larghezza dello scudo).

Di rosso, alla decusse d'oro
D'oro, alla decusse di rosso
Partito d'oro e d'azzurro, alla decusse di rosso sul tutto
Partito, nel primo: D'oro alla decusse di rosso; nel secondo: d'azzurro
Inquartato, nel primo e nel quarto: d'oro, alla decusse di verde; nel secondo e nel terzo: di rosso, alla croce di bianco

## Bandiere

Bandiera della Scozia
Bandiera storica del Regno d'Irlanda
Bandiera storica del Regno di Mercia
Bandiera di Tenerife (Spagna)
Bandiera della Provincia di Santa Cruz de Tenerife (Spagna)
La bandiera di un comandante della Marina militare della Federazione Russa
Bandiera della Florida (Stati Uniti d'America)
Bandiera dell'Alabama (Stati Uniti d'America)
Bandiera della Nuova Scozia (Canada)
San Andrés, Providencia e Santa Catalina (Colombia)